# Ballhofbrunnen

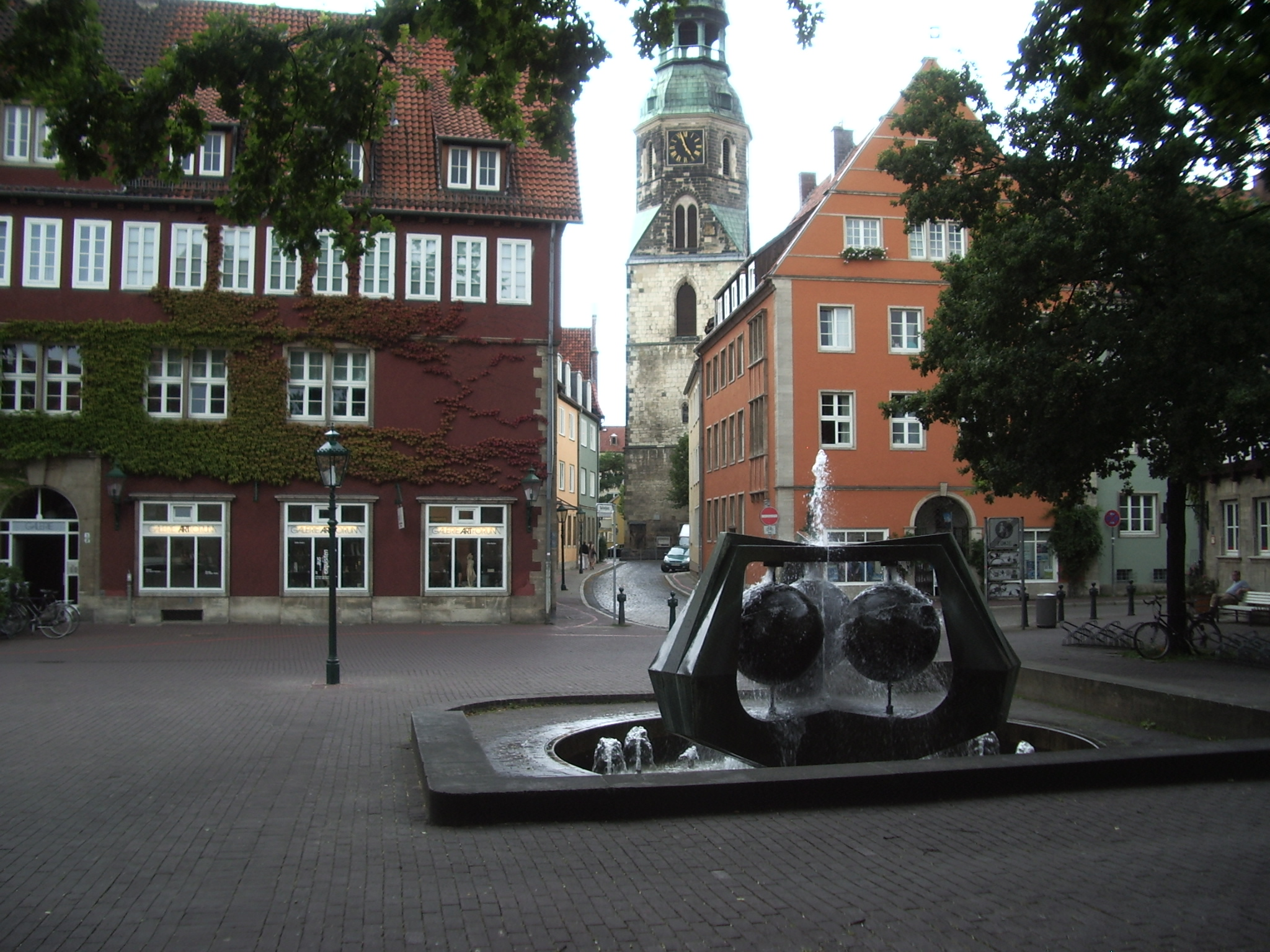
Der Ballhofbrunnen, hier mit Blick durch die Kreuzstraße zum Turm der Kreuzkirche

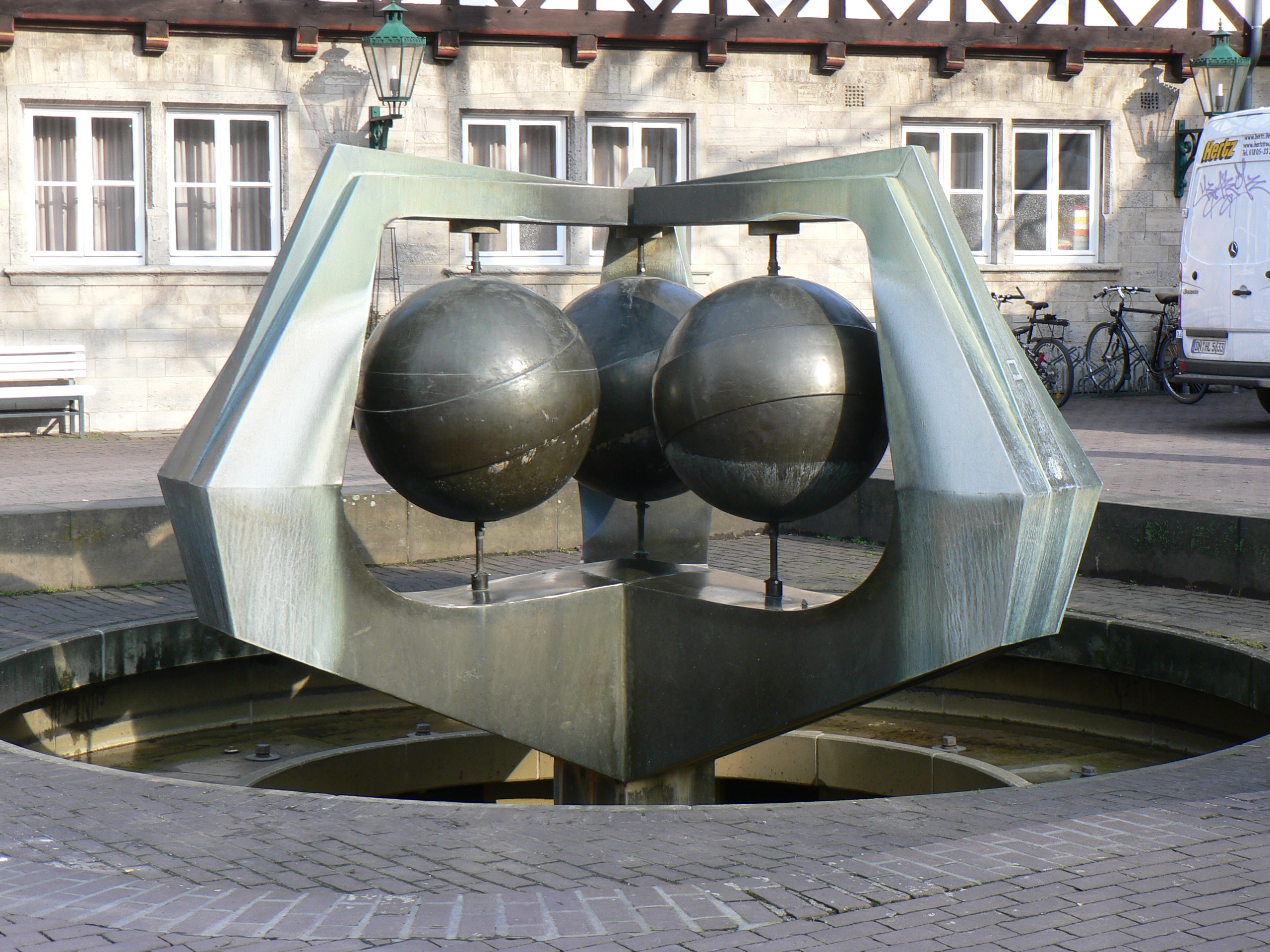
Blick auf die Anlage mit den Hohlkugeln bei ausgeschaltetem Betrieb

Der Ballhofbrunnen in Hannover ist eine Mitte der 1970er Jahre als Kunst im öffentlichen Raum installierte Brunnenanlage auf dem Ballhofplatz in der hannoverschen Altstadt.

## Geschichte und Beschreibung
Der Brunnen wurde 1975 von dem damals in München ansässigen Künstler Helmut Otto Schön mit drei Hohlkugeln aus Kupfer und Tombak gestaltet. Er widmete das Werk dem Komponisten Carl Orff zum achtzigsten Geburtstag.
Das aus einem vertieften Steinbecken durch eine doldenartige Tragwerks-Konstruktion hochgepumpte Wasser fließt herab und versetzt durch seine Schwerkraft die Kugeln in Drehung. An den Seiten des „Aquamobile“, dem einzigen Wasser-Mobile im öffentlichen Raum der Landeshauptstadt, wurden Sitzgelegenheiten aus Elbsandstein installiert, um Passanten zum Verweilen einzuladen.
Der Ballhofbrunnen diente bereits als künstlerisches Motiv auf einer silbernen Medaille.